# Parti Radical
Parti Radical ("Radikala partiet", förkortning Rad, PR eller PRV), även kallat Parti Radical valoisien, var ett liberalt politiskt parti i Frankrike. Det grundades den 23 juni 1901 och upplöstes den 9 december 2017. Sista partiledare var Jean-Louis Borloo.

## Historik
Partiet grundades 1901 som Parti républicain, radical et radical-socialiste och var ursprungligen ett vänsterparti. Tillkomsten av Section Française de l'Internationale Ouvrière (SFIO) 1905, den franska sektionen av Andra internationalen, fick dock partiet att förflytta sig mot mitten. 1972 lämnade vänsterflygeln partiet och bildade Parti Radical de Gauche. Sedan dess hade Parti Radical haft samarbete med mitten-högerpartier, och var en av grundarpartierna av Unionen för fransk demokrati (UDF) 1978. 2002 lämnade partiet UDF och anslöt sig till Union pour un Mouvement Populaire (UMP). Mellan 2002 och 2011 ingick partiet i koalitionen UMP. I parlamentsvalet 2012 fick Parti Radical sex mandat i nationalförsamlingen.

## Politik
Med sitt ursprung i en radikal republikansk tradition stödde Parti Radical principerna om privat egendom och sekularism. I Europaparlamentet tillhörde partiets ledamöter först Europeiska folkpartiets grupp (EPP), från 2009 till 2014, och sedan Alliansen liberaler och demokrater för Europa (ALDE), från 2014 till 2017.

## Partiordförande
- Gustave Mesureur (1901–1902)
- Jean Dubief (1902–1903)
- Maurice Fauré (1903–1904)
- Maurice Berteaux (1904–1905)
- Émile Combes (1905–1906)
- Camille Pelletan (1906–1907)
- Auguste Delpech (1907–1908)
- Louis Lafferre (1908–1909)
- Ernest Vallé (1909–1910)
- Émile Combes (1910–1913)
- Joseph Caillaux (1913–1917)
- Charles Debierre (1917–1918)
- André Renard (1918–1919)
- Édouard Herriot (1919–1920)
- Maurice Sarraut (1920–1927)
- Édouard Daladier (1927–1931)
- Édouard Herriot (1931–1936)
- Édouard Daladier (1936–1944)
- Édouard Herriot (1944–1957)
- Édouard Daladier (1957–1958)
- Félix Gaillard (1958–1961)
- Maurice Faure (1961–1965)
- René Billères (1965–1969)
- Maurice Faure (1969–1971)
- Jean-Jacques Servan-Schreiber (1971–1975)
- Gabriel Péronnet (1975–1977)
- Jean-Jacques Servan-Schreiber (1977–1979)
- Didier Bariani (1979–1983)
- André Rossinot (1983–1988)
- Yves Galland (1988–1993)
- André Rossinot (1993–1997)
- Thierry Cornillet (1997–1999)
- François Loos (1999–2003)
- André Rossinot (2003–2005)
- Jean-Louis Borloo och André Rossinot (2005–2007)
- Jean-Louis Borloo (2007–2017)